# SŽD-Baureihe ТЭ1
Die Lokomotiven der SŽD-Baureihe ТЭ1 (deutsche Transkription TE 1) der Sowjetischen Eisenbahnen (SŽD) sind breitspurige Diesellokomotiven vorrangig für den Rangier- und Güterzugdienst. Sie waren die ersten Diesellokomotiven der SŽD nach dem Zweiten Weltkrieg und wurden aus der RSD-1 von ALCo abgeleitet.

## Vorgeschichte

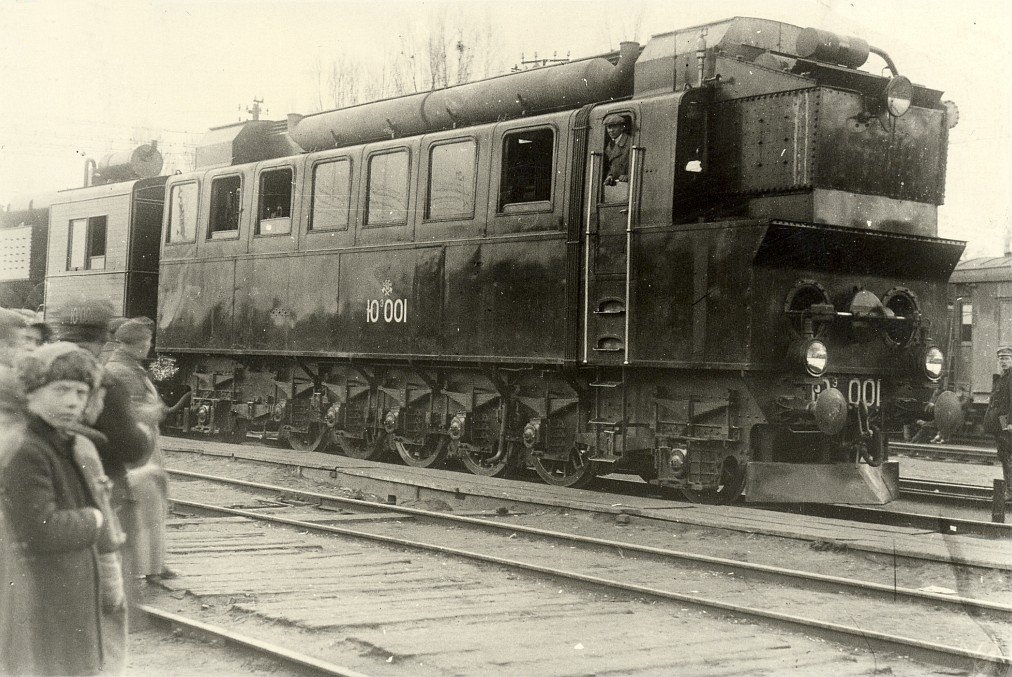
Diesellokomotive Ээл2

Die ehemalige Sowjetunion war weltweit eines der ersten Länder, das Diesellokomotiven entwickelte und einsetzte. Schon 1923 entstand unter Mitwirkung von Juri Wladimirowitsch Lomonossow ein Exemplar der SŽD-Baureihe Ээл2 bei der Maschinenfabrik Esslingen. 1924 entstand in den Putilow-Werken ein Exemplar der Diesellokomotive SŽD-Baureihe Щэл1. Und 1926 wurde wiederum aus Deutschland von der Aktiengesellschaft für Lokomotivbau Hohenzollern eine Diesellok der Reihe SŽD-Baureihe Эмх3 eingeführt. Hatte die SŽD-Baureihe Эмх3 eine dieselmechanische Kraftübertragung, so waren die ersten beiden Maschinen dieselelektrisch. Ungeachtet der Unterschiedlichkeit der Antriebsanlage besaßen sie Ähnlichkeit in der Leistungsfähigkeit des Dieselmotors (1030 – 1050 PS). Die Erfahrungen aus dem Betrieb mit diesen drei Lokomotiven bestätigten die Möglichkeit der Anwendung der Diesellokomotiven im Zugdienst. Im direkten Vergleich erwies sich die SŽD-Baureihe Ээл2 als erfolgreichste Ausführung. Sie war sechs Tonnen leichter als die SŽD-Baureihe Эмх3, und gar 55 t leichter als die SŽD-Baureihe Щэл1. Deshalb wurde als Basis für eine Serienproduktion die Konstruktion der SŽD-Baureihe Ээл2 genommen.

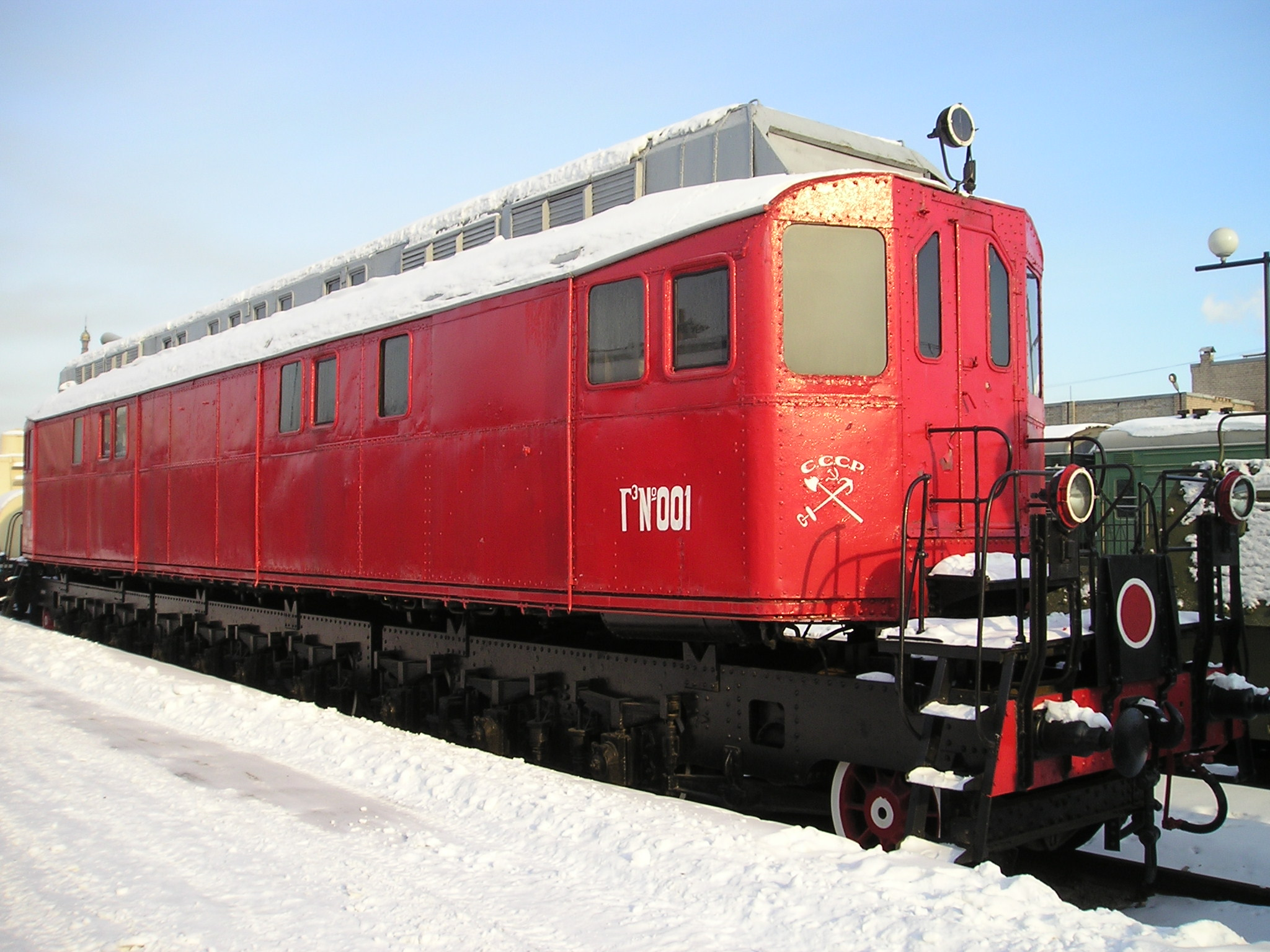
Diesellokomotive Щэл1

1927 entstand das Projekt einer Serienlieferung der SŽD-Baureihe Ээл, die auf der Basis der SŽD-Baureihe Ээл2 entstand. 1931 lieferten die Aktiengesellschaft für Lokomotivbau Hohenzollern und die Friedrich Krupp AG die erste Serie dieser Lokomotive aus, ab der zweiten Serie wurde von der Lokomotivfabrik Kolomna die Produktion ab 1933 durchgeführt. Insgesamt wurden bis 1941 46 Lokomotiven produziert. Alle Lokomotiven dieser Reihe wurden erhielt das Depot Aşgabat, insbesondere wegen der Probleme bei der Speisewasserbereitstellung für den Dampflokomotivbetrieb in der Wüstenregion. Fehlende Erfahrung im Betrieb und bei der Unterhaltung der Diesellokomotiven waren die Ursachen, dass es zu häufigen Beschädigungen der Diesellok kam. Gleichzeitig erwies sich mangelhafte Qualität bei der Herstellung zu den Schwachpunkten. Als größter Unsicherheitsfaktor galt der Dieselmotor 42БМК-6 (1050 PS), der als Lizenz von MAN gebaut wurde. Er erwies sich als weniger zuverlässig und mit 25 t zu schwer.
Außerdem erschien unter diesen ersten Exemplaren der Diesellokomotiven noch ein Exemplar der SŽD-Baureihe Ээл8 der Friedrich Krupp AG, die als Besonderheit einen Dieselmotor mit 1650 PS Leistung sowie eine geänderte Leistungsübertragung besaß. Letztere erwies sich als Schwachstelle, sodass nur ein Exemplar der Maschine gebaut wurde. Auch erschien 1934 aus dem Werk Kolomna mit der Baureihe ВМ20 die erste Zweisektionendiesellok der Welt. Sie bot die gleiche Dieselmotorleistung wie die SŽD-Baureihe Ээл2, hatte aber pro Sektion lediglich vier angetriebene Achsen anstatt fünf bei der SŽD-Baureihe Ээл. Wenn sie zwei Lokomotiven der SŽD-Baureihe Ээл hätte ersetzen wollen, so hätte sie stärkere elektrische Fahrmotoren haben müssen. Dies wurde aber nicht realisiert, und so konnte die nach Wjatscheslaw Michailowitsch Molotow benannte Lokomotive die Ээл nicht ersetzen, es blieb bei diesem einen Exemplar.
Die Produktion von Diesellokomotiven im Werk Kolomna endete im Jahr 1941. Erst 1956 wurde dort die Fertigung von Diesellokomotiven mit der ТЭ3-1001 wieder aufgenommen.

## Prototypen

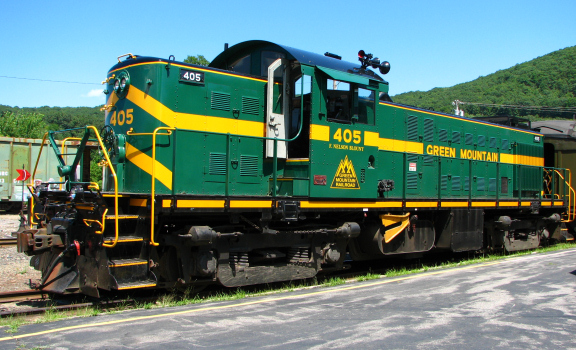
RS 1 von ALCO

Zum Ende der 1930er Jahre hatte das Lokomotivdepot Aşgabat genügend Erfahrungen mit dem Betrieb der Diesellokomotiven der Reihen Ээл2 und Ээл gesammelt. Im Vergleich mit den gleichzeitig gelieferten Dampflokomotiven der Reihe CO verbrauchten sie wesentlich weniger Brennstoff und die Selbstkosten lagen um 30 bis 50 % niedriger. Daher ist es nicht weiter verwunderlich, dass zur Verwendung von weiteren Lokomotiven die Frage nach weiteren Diesellokomotiven aufgestellt wurde. Anfang 1944 boten die amerikanischen Lokomotivwerke ALCO und Baldwin den SŽD die Fertigung von 100 Diesellokomotiven an. Beide Firmen wollten je 50 Lokomotiven liefern. Nach Betrachtung der Angebote wurde entschieden, 100 Diesellokomotiven mit der Achsfolge Co’Co’ zu bestellen, davon 70 von ALCO als Baureihe Дa und 30 von Baldwin als Reihe Дб.

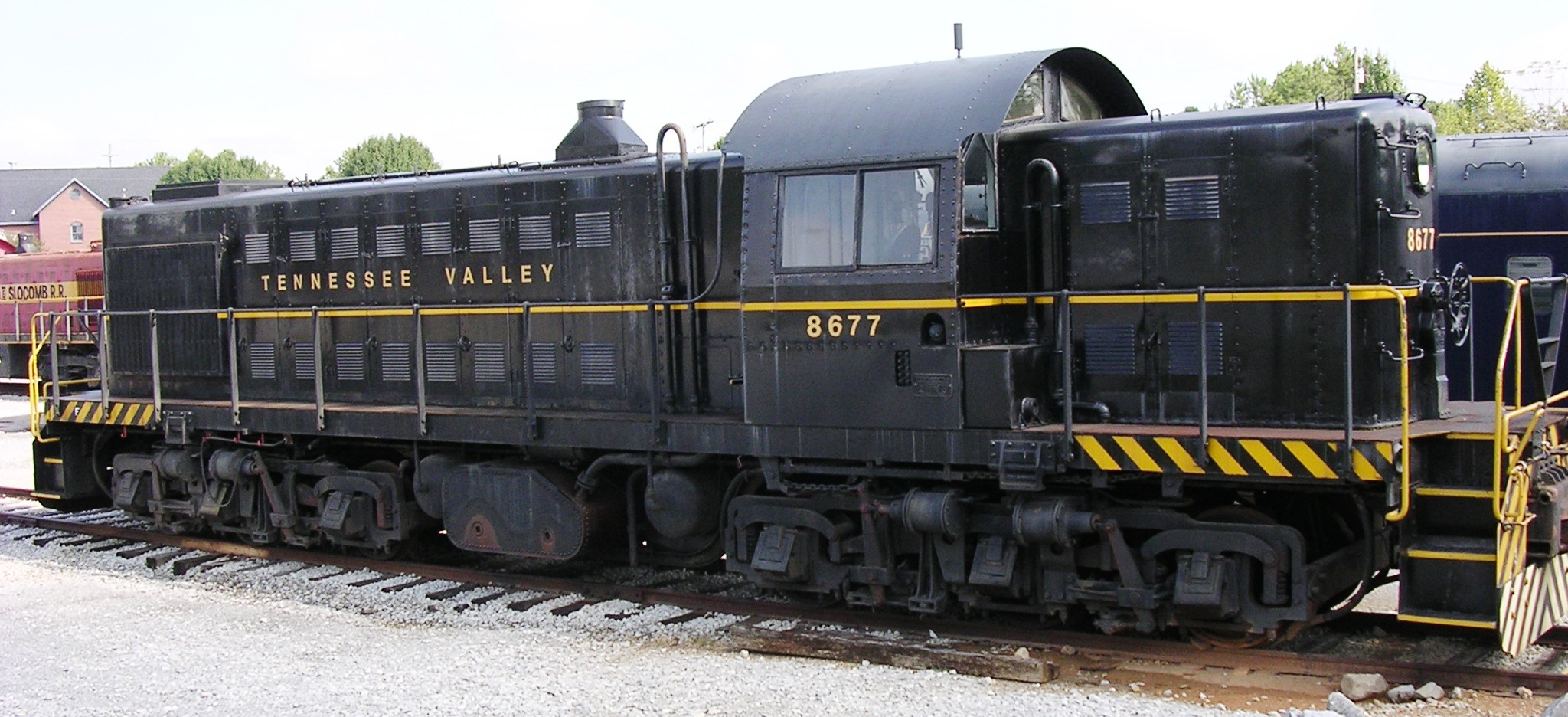
RSD-1 von ALCO

Die Дa ist identisch mit der ALCO RSD-1. Anfang 1940 entstand bei ALCO die Reihe RS-1. Diese Bauart hatte vier Achsen in zwei zweiachsigen Drehgestellen und eine Leistung von 1000 PS. Sie wurde in viele Länder geliefert. Der hohe Achsdruck von 28 t schränkte ihren freizügigen Einsatz jedoch ein. Daher wurde 1941 aus dieser Reihe eine sechsachsige Lokomotive entwickelt, bei der die Achslast auf 20  t verringert werden konnte. Der Dieselmotor wurde in der Leistung nicht gesteigert, damit waren die Maschinen etwas untermotorisiert. 1945 kam die erste Diesellok dieses Typs auf dem Seeweg in Murmansk an. Insgesamt erhielt die SU 68 Lokomotiven dieses Typs, zwei gingen beim Seetransport durch Kriegsereignisse verloren.

### Potsdamer Konferenz
Einen großen Einfluss auf den Entschluss über die Fertigung der neuen Lokomotive hatte die Potsdamer Konferenz. Zur Aufstellung des Regierungszuges für die sowjetische Delegation um Josef Stalin wurden zuerst mehrere Dampflokomotiven ausgewählt. Jedoch wurde bald auch die Diesellokomotive Да 20-27 mit in den Maschinenpool aufgenommen, die einen der beanstandeten Dampfloktypen ersetzte sollte. Der Hauptgrund für ihre Verwendung war, dass durch sie im Betrieb bei Nacht ein gefahrloserer Betrieb bei eventuell im Gleis liegenden Sprengstoff möglich war.
Selbstverständlich wurde Josef Stalin auf die neue Maschine aufmerksam. Über die Entdeckung gibt es mehrere Legenden, einig sind sich aber alle Autoren darüber, dass Stalin die Lokomotive sah, sich für ihre Möglichkeiten interessierte und von den Personalen die große Wertschätzung für die neue Technik erfuhr.

## Projektierung
Bald nach der Potsdamer Konferenz führte Josef Stalin eine Beratung, bei der es um die Wiedereinführung der Produktion von Diesellokomotiven ging. Da die vor dem Zweiten Weltkrieg gefertigten Diesellokomotiven mechanisch verschlissen und technisch überholt waren, kam als Prototyp für die neu zu bauende Diesellokomotive nur die SŽD-Baureihe Да von ALCO in Frage. Die gleichzeitig beschaffte Diesellokomotive SŽD-Baureihe Дб von Baldwin besaß einen unzuverlässigen Motor; bei ihr bildeten sich Risse in den Zylinderköpfen. Nur mit der Wahl des Herstellerwerkes ergaben sich Schwierigkeiten. Das Werk Kolomna war in der Zeit um 1945 durch den Bau von Dampflokomotiven der Baureihe Л ausgelastet. Deshalb ergab sich als geeignete Variante für den Neubau die Lokomotivfabrik Charkow. Dieses Werk war auf Grund der Kriegsereignisse zerstört und ab 1943 an selber Stelle wieder errichtet worden. Ergänzend dazu hatte das Elektromotorenwerk Charkow schon in den 1930er Jahren die Elektroausrüstung für die Diesellokomotiven geliefert. Nach der Beseitigung der Kriegsschäden resp. Neubau der Lokomotivfabrik ergaben sich hier vielfache Synergieeffekte beider Werke.
Ende 1945 wurde der Lokomotivfabrik Charkow die Diesellokomotive Да 20-52 als Studienobjekt für eine neue Diesellokomotive übergeben; diese Maschine war zu der Zeit nicht betriebsfähig, da sie während des Transportes von Meerwasser überflutet wurde. Zur Projektierung der neuen Lokomotive wurde ein Konstruktionsteam unter Leitung von Michail N. Schukin für die verschiedenen Aufgabengebiete gebildet. Die Entwicklung des mechanischen Teiles führte ein Team durch, welches schon vor dem Krieg an der Entwicklung der Zweisektionslokomotive ВМ20 gearbeitet hatte, an der Ausarbeitung des Dieselmotors D50 arbeitete ein Team, welches während des Krieges u. a. an der Ausarbeitung für den Motor des Panzers T-34 mitarbeitete. Die Projektierung der elektrischen Ausrüstung übernahm das Elektromotorenwerk Charkow.
Die Entwicklung der Lokomotive wurde nicht als reiner Nachbau der amerikanischen Mustermaschine vollzogen. Die Konstruktion wurde an sowjetische Standards, verfügbare Materialien und die Ausstattungen der Hersteller angepasst. Fahrzeugabmessungen und Normteile wurden auf metrische Maße umgestellt. Der Bodenrahmen erhielt Kopfstücke nach europäischer Art mit Aufnahmen für Seitenpuffer und die Mittelpufferkupplung der Bauart SA3. Der Raddurchmesser wurde von 1016 mm (40 Zoll) auf 1014 mm geändert. Anstatt der indirekt wirkenden Bremse nach Bauart Westinghouse nach amerikanischen Normen wurde die der Bauart Matrossow verwendet, die gesamte Diesellok war im Vergleich zum Prototyp um 40 mm länger und um 3 t schwerer. Alle Arbeiten waren 1946 beendet.
Es ist bezeichnend, dass die Lokomotiven der SŽD-Baureihe Да vom Typ her eher als Rangierlokomotive geeignet waren, weil bei Geschwindigkeiten über 23 km/h die Zugkraft schnell fiel. Dagegen hatte die Diesellokomotive der Reihe Дб eher eine Reisezugcharakteristik, sie nutzte ihre größte Leistung bei 45 km/h aus.

## Produktion
Ende 1946 begann in Charkow der Bau der neuen Diesellok. Die umfangreichste Baugruppe war der Dieselmotor. Hier zeigte sich besonders die Herstellung der geschmiedeten Kurbelwelle als Herausforderung, sie wurde aus Barren mit einer Ausgangsmasse von 12 t gefertigt. Die Regulierung der häufigen Drehungen auf der horizontalen Schmiedepresse waren Praktiken, die bisher in der Sowjetunion nicht bekannt waren. Auch die Fertigung anderer Teile wie den Kolben aus Kokillenguss war bisher Neuland. Im Dezember 1946 wurde der erste Dieselmotor fertiggestellt.

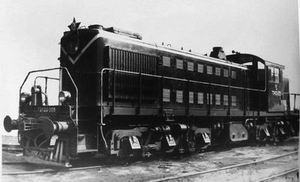
Diesellokomotive ТЭ1-20-0001

Im März 1947 lieferte das Werk die erste sowjetische Nachkriegsdiesellok aus, welche die Bezeichnung ТЭ1-20-0001 erhielt. Dahinter verbirgt sich die Bezeichnung Diesellok mit elektrischer Kraftübertragung, erstes Modell mit einer Achslast von 20 t. In der weiteren Kennzeichnung wurde die Bezeichnung verkürzt auf ТЭ1. An der Entwicklung beteiligt war der Eisenbahningenieur Pjotr Jakobson. Im selben Jahr lieferte das Werk noch einige Diesellokomotiven für einen umfangreichen Versuchsbetrieb aus. Die Traktionsgeneratoren stellte das Elektromotorenwerk Charkow her, die Gleichstromfahrmotoren lieferte die Moskauer Elektromaschinenfabrik Dynamo. 1949 übernahm das Elektromotorenwerk Charkow auch die Fertigung der Fahrmotoren. Die Lokomotivfabrik Charkow stellte außerdem Rahmen und Aufbau her und übernahm die Endmontage.
In diesem Zusammenhang lieferte die Lokomotivfabrik Charkow 1947 25 Maschinen, 1948 66 Maschinen, 1949 127 und 1950 80 Maschinen aus. Die Lokomotive wurde bis zur Serienproduktion der Nachfolgebaureihe ТЭ2 gefertigt.

## Konstruktion
Der hauptsächliche Aufbau der Diesellokomotive ergibt sich aus der folgenden Skizze.
Dabei sind; 1: Dieselmotor D50, 2: der daran angeflanschte Traktionsgenerator, 3: Luftverdichter, 4: elektrisches Zweimaschinenaggregat, 5: Führerstand, 6: Hochspannungskammer, 7: Fahrschalter, 8: Führerbremsventil für die Indirekte Bremse, 9: Zusatzbremsventil, 10: Akkumulatorbatterie, 11: Turbolader, 12: Auspuffrohr, 13: Einsaugluftsammelleiste des Dieselmotors, 14: Zylinderkopf mit Abdeckung, 15: Rippenkühler, 16: Axialventilator für den Kühlmittelkreislauf, 17: [Kühlung (Verbrennungsmotor)#Kühlmittelkreislauf|Kühwasserbehälter], 18: Abdeckung des Axialventilator, 19: Antrieb des Axialventilator, 20: Reibungskupplung des Axialventilator, 21, 22: Ölfilter, 23: Luke in den Aufbauten zur Besichtigung des Dieselmotors, Nummer 24: Ventilator für die Fahrmotorenlüftung, Nummer 25: Kraftstoffpumpe, 26: Kraftstofffilter, 27: niederer Kraftstofftank, Nummer 28: oberer Kraftstofftank, 29: Typhon, 30: Heizkörper im Führerstand, 31: Hauptluftbehälter, 32: Instrumentenkasten und Beimannsitz, 33: Lokführersitz, 34: Rangiertritt bzw. Aufstieg auf Umlauf, 35: Umlaufgeländer, 36: Sandkasten vorn, 37: Sandkasten hinten

### Dieselmotor

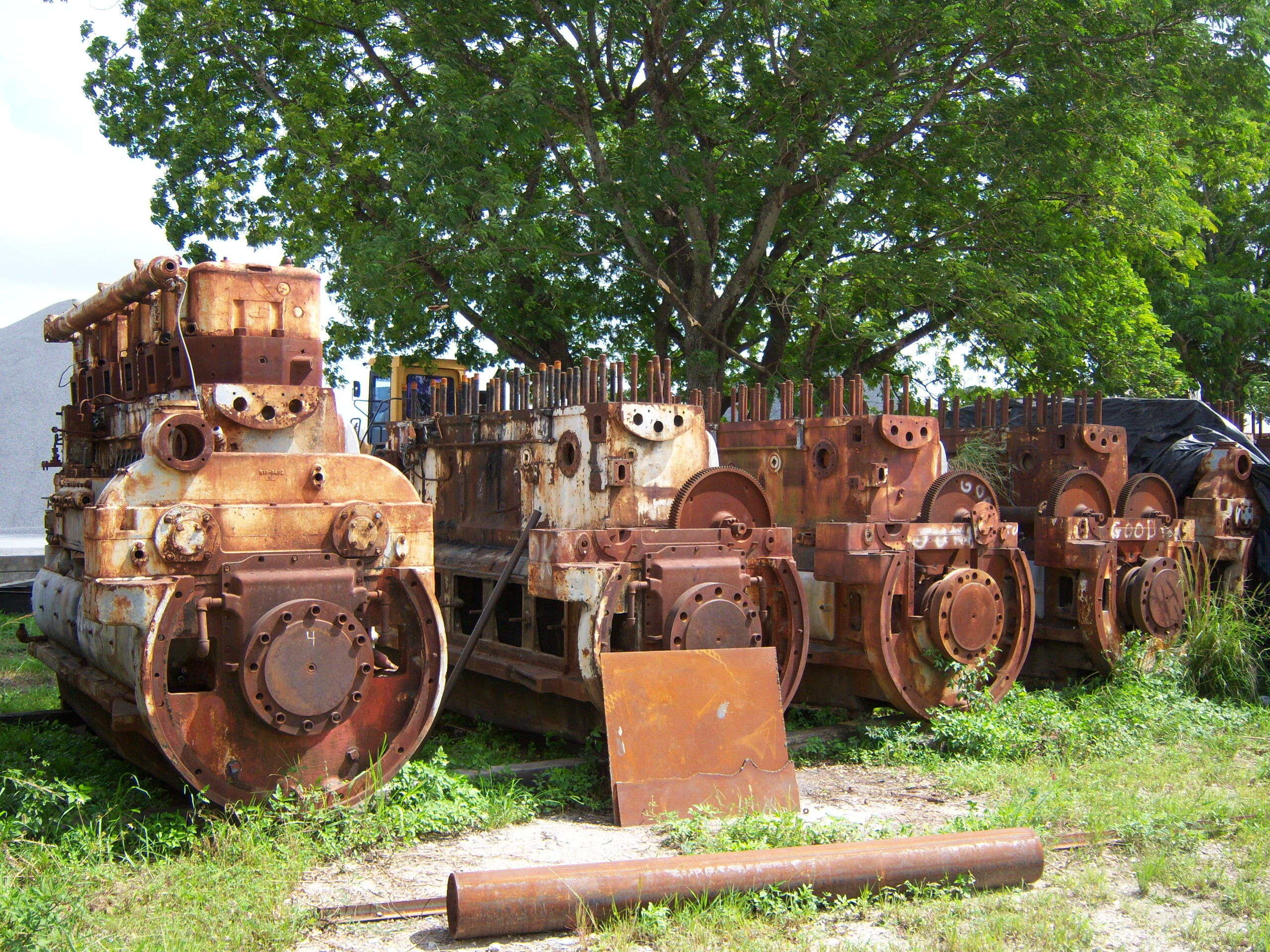
Dieselmotoren des Typs Alco 539T

Der Dieselmotor ist ein Sechszylinder-Viertaktdieselmotor, der in Ableitung von dem Typ ALCO 539T entstanden ist. Die maximale Leistung beträgt 1000 PS bei einer Drehzahl von 740 min−1 (bei einer minimalen Drehzahl von 270 min−1). Die sechs Zylinder sind vertikal angeordnet, ihr Durchmesser beträgt 318 mm, bei einem Kolbenhub von 330 mm. Die Zündreihenfolge ist 1–3–5–6–4–2. Kurbelgehäuse und Zylinderkopf bestehen aus Gusseisen, die Kurbelwelle ist geschmiedet, die Kolben wurden aus Aluminium gegossen. Der Motor ist wassergekühlt, das erforderliche Kühlmittel zirkuliert im Inneren des Blockes.
Außerdem wurde dieser Motor noch für die Diesellokomotiven SŽD-Baureihe ТЭ2 und SŽD-Baureihe ТЭМ1 verwendet. In abgeänderter Form wurde er auch im Schiffbau eingesetzt. Dabei reichte das Einsatzspektrum von Schleppern, Flusseisbrechern bis zu Passagierschiffen. Breit angewendet wurde er auch in stationären Anlagen und im Eisenbahnbau.

### Elektrische Ausrüstung

#### Kraftübertragung
Die dieselelektrische Kraftübertragung besteht aus folgenden Teilen: Traktionsgenerator vom Typ MPT-84/39, sechs elektrische Fahrmotoren vom Typ DK-304 und dem Satz Hilfsbetriebe. Der Anker des Traktionsgenerators ist mit der Kurbelwelle des Dieselmotors fest verbunden. Der Traktionsgenerator speist die sechs Fahrmotoren in zwei Gruppen. Die Fahrmotoren eines Drehgestells bildeten eine ständig in Reihe geschaltete Gruppe. Beide Gruppen konnten ihrerseits in Reihe und parallel geschaltet werden, zusätzlich war Feldschwächung möglich. Die Fahrmotoren sind in Tatzlageranordnung mit einseitigem, geradverzahnten Antrieb im Übersetzungsverhältnis von 1/4,6875 eingebaut. Für den Fahrtrichtungswechsel gibt es einem Wendeschalter. Rangierbewegungen mit Schrittgeschwindigkeit werden Reihenschaltung der beiden Fahrmotorgruppen vollzogen, bei einer Geschwindigkeit von 7–11 km/h werden sie selbsttätig auf Parallelschaltung umgeschaltet, bei einer Geschwindigkeit von ca. 24 km/h wird zusätzlich die Feldschwächung wirksam. Mit dieser kann die Lokomotive bei Leerlaufdrehzahl des Dieselmotors ungefähr 40 km/h erreichen.

#### Hauptgenerator

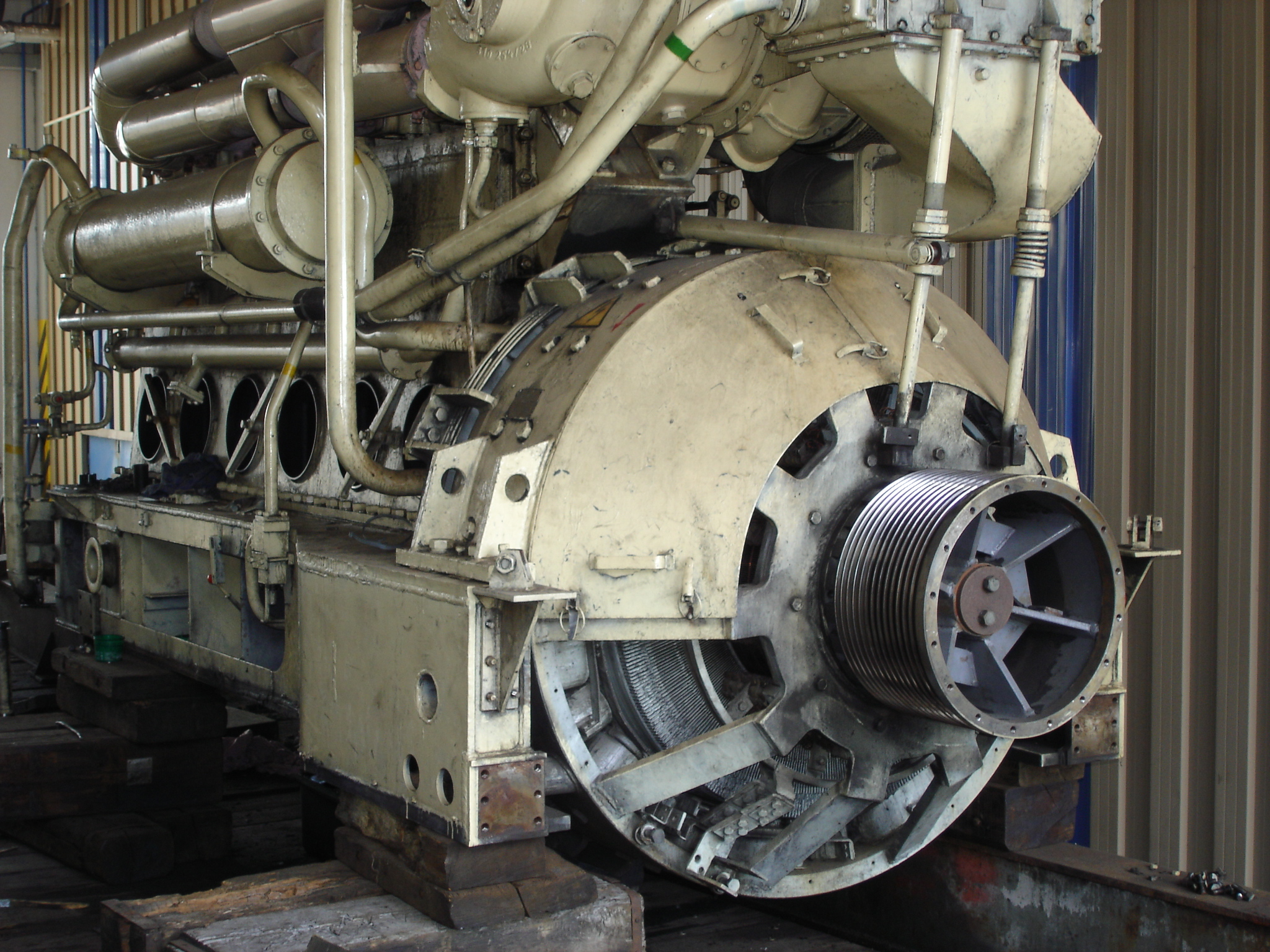
Ansicht Dieselmotor und Traktionsgenerator der Diesellokomotive T 478.1 der ČSD

Der Hauptgenerator bildet mit dem Dieselmotor eine Einheit. Der Anker des Traktionsgenerators ist gegenüber gleichen stationären Maschinen verkürzt ausgeführt, die Welle, auf der er lagert, ist rollengelagert und hat einen seitlichen Kollektor. Auf dem anderen Ende der Welle ist ein Flansch angeordnet, der mit Hilfe von 12 Bolzen die Verbindung mit der Kurbelwelle des Dieselmotors sicherstellt.
Der Generator ist achtpolig und liefert immer Strom mit selbstbelüfteter und unabhängiger Anregung. Zur Besichtigung der Kohlebürsten des Kollektors sind im Gehäuse des Generators drei Sichtfenster angeordnet. Im Inneren des Generatorrahmens sind acht Haupt- und acht Zusatzpole angeordnet. Auf jedem Hauptpol sind die Betriebswicklung (drei Windungen) und oberhalb ihrer Wicklung eine unabhängige Anregung (105 Windungen), welche konstruktiv zu einer Rosette vereinigt waren, angeordnet. Die Isolation zwischen der Rosette und dem Gehäuse erfolgt mit Miramid bzw. Pressspan.
Auf dem Anker sind in 76 Nuten die Wicklungen mit 380 Windungen aufgebracht. Der Kollektor bestand aus 380 Kupferlamellen, die Stromabnahme übernahmen acht Kohlebürsten. Als Schutz gegen Funkenflug wurden im Anker Glimmer und Asbest verwendet.
Die Gesamtmasse des Generators betrug 4500 kg, davon 1750 kg für den Anker und 2750 kg für das Gehäuse. Bei der maximalen Drehzahl von 740/min betrug seine Leistung 700 kW, bei einer Spannung Strom von 700 V betrug der resultierende Strom 1000 A. Bei maximaler Belastung erreichten die Wicklungen eine Temperatur von 120 °C. Kurzzeitig konnte der Generator bis zu 1800 A abgeben.

#### Zweimaschinenaggregat
Das Zweimaschinenaggregat war über ein Zwischengetriebe von dem Dieselmotor angetrieben und bestand aus zwei unabhängigen elektrischen Maschinen auf derselben Welle in einem Gehäuse, nämlich der Lichtmaschine und dem Erreger. Die Lichtmaschine dient der Stromversorgung der Ankerwicklung des Erregers, der Batterieladung, der Steuerstromkreise und der Beleuchtung. Der Erreger speist die Ankerwicklung des Gleichstrom-Traktionsgenerators.
Das Aggregat wurde im Elektromotorenwerk Charkow entwickelt und gebaut. Es wurde später auch auf den Diesellokomotiven ТЭ2, ТЭМ1 und ТЭМ2 verwendet.

#### Fahrmotoren
Die sechs Fahrmotoren des Typs DK-304 lieferte ursprünglich der Betrieb Dynamo in Moskau. Die Tatzlager-Motoren sind vierpolige fremdbelüfteten Reihenschlussmotoren. Es kamen drei verschiedene Versionen zum Einsatz, die sehr ähnliche technische Daten haben, die größte Verbreitung fand der Typ DK-304 B.
Ursprünglich sollten Fahrmotoren des Typs DK-304 A eingesetzt werden, aber bei diesem zeigte sich bereits bei der Prüfung eine zu geringe Leistung.
Es wurde deshalb der verbesserte Typ DK-304 B entwickelt, bei dem ein Anker mit größerem Durchmesser eingesetzt wurde und der magnetische Fluss durch Erhöhung der Windungszahl im Rotor vergrößert wurde. Beide Maßnahmen führten zu einem höheren Drehmoment und somit zu höheren Zugkräften.
Der DK-304 W ist eine Weiterentwicklung des Typs DK-304 B mit dem Ziel, die Zuverlässigkeit zu verbessern.

#### Elektrische Apparate
Die elektrischen Apparate der Diesellok dienen der Leistungssteuerung sowie dem Schutz der Haupt- und Hilfsstromkreise vor abnormalen Betriebszuständen und elektrischer Überlastung. Auf der ТЭ1 wurden die folgenden Geräte in den elektrischen Schaltkreisen eingesetzt:
- Fahrschalter КВ-15А
- Wendeschalter ПР-758А-1
- Elektro-pneumatische Schützen ПК-753А
- Elektro-magnetische Schützen, verschiedene Typen
- Relais
- Spannungsregler
- Schmelzsicherungen
- Schalter
- Widerstände verschiedener Bauarten

#### Akkumulatorbatterie
Die Akkumulatorbatterie der Diesellokomotive war ein Bleiakkumulator, der aus den Gründen des höchstmöglichen Wirkungsgrades und der besseren Ladungsmöglichkeit ausgewählt wurde. Die gesamte Batterie bestand aus 32 in Reihe geschalteten Zellen. Die Zellen standen auf Hartgummiplatten. Sie wurden zum Schutz vor Beschädigungen und als Isolation zu je vier Stück in hölzernen Sektionen gelagert. Die gesamte Batterie hatte eine Kapazität von 550 Ah, der Ladestrom betrug 55 A.

## Mechanischer Teil

### Rahmen
Der Hauptrahmen trug die Zug- und Stoßvorrichtungen übernahm sämtliche, auf das Fahrzeug wirkenden Kräfte.
Der Hauptrahmen stützt sich über sechs Stützpunkte (zwei feste und vier lose) auf die zwei dreiachsigen Drehgestelle ab. Er ist eine Schweißkonstruktion, bestehend aus zwei Längsträgern, bestehend aus Doppel-T-Profil. Diese sind durch einige horizontale und vertikale Profile verstärkt und bilden einen geschlossenen Kasten. Den Abschluss an den Enden bilden die Pufferbohlen. Zur Bauzeit der Lokomotiven war die Umstellung des Fahrzeugbestandes in der UdSSR auf die Mittelpufferkupplung SA3 im Gang, doch wurde sie infolge der Ereignisse des Zweiten Weltkrieges bis 1957 verzögert. Die Kopfstücke mussten deshalb mit Aufnahmen für Seitenpuffer versehen werden. Zur Versteifung des Rahmens wurden auch einige Querträger, bestehend aus U-Profilen verwendet.

### Aufbauten
Die Aufbauten der Baureihe ТЭ1 bestehen aus dem über die gesamte Fahrzeugbreite reichenden Führerstand an einem Ende und schmalen Vorbauten, welche im Wesentlichen aus fünf Teilen bestehen;
- Aufbau über der Kühlkammer
- Hochspannungskammer
- Batteriekammer
- Raum über dem Dieselmotor

Die Aufbauten über der Kühlkammer sind mit dem Rahmen verschweißt, alle anderen Teile sind aus Gründen der Zugänglichkeit mit diesem verschraubt und somit abnehmbar. Das Führerhaus ist mit dem Kraftstoffbehälter verschweißt, darum können diese beiden Teile nur zusammen abgenommen werden. An jedem Ende der Aufbauten sind die Sandkästen untergebracht. Im Dach der Vorbauten gibt es drei Luken mit Dächern für den Zugang zum Dieselmotor. An den seitlichen Teilen waren Türen, durch die der Zugang vom Umlauf aus möglich war.

### Drehgestelle

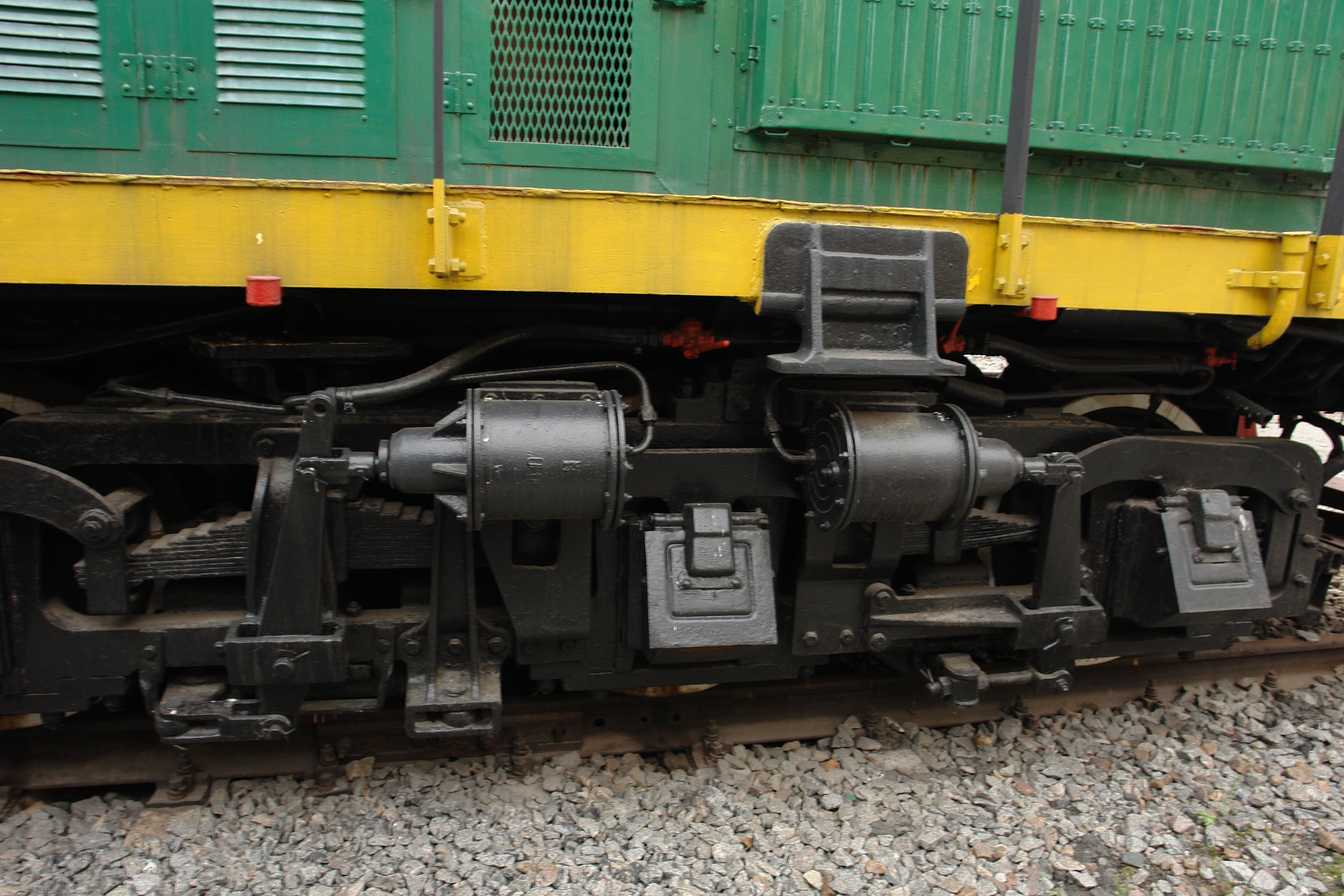
Ansicht eines Drehgestelles

Die dreiachsigen Drehgestelle sind eine einheitliche Konstruktion. Der Rahmen der Drehgestelle besteht aus zwei Langträgern mit einer Stärke von 102 mm und mit ihnen verschweißten Querträgern. Die Langträger sind mit Ausschnitten für die Achslagerführung versehen. Die Radsätze laufen in Gleitlagern.
Ein Radsatz besteht Achswelle, zwei bereiften Radscheiben und dem Großrad für die Kraftübertragung. Die Masse eines Radsatzes beträgt 2080 kg. Der Laufkreisdurchmesser betrug ursprünglich 1014 mm. Ab der ТЭ1-122 wurde er auf ein metrisch rundes Maß von 1050 mm erhöht. Die Länge eines Drehgestells beträgt 3430 mm, die Aufhängung erfolgt durch die als Ausgleichshebel wirkenden Blattfedern zwischen den Radsätzen in zwei Punkten. Zwischen der ersten und der zweiten Achse ist ein, zwischen der zweiten und dritten Achse sind zwei Fahrmotoren angeordnet. Dem entspricht der unterschiedliche Abstand zwischen den einzelnen Achsen. Die Fahrmotoren der ersten, zweiten und vierten Achse sind damit hinter und die Fahrmotoren der dritten, fünften und sechsten Achse vor dem dazugehörenden Radsatz angeordnet. Infolgedessen vergrößert sich bei Vorwärtsfahrt der Achsdruck der dritten, fünften und sechsten Achse, bei der ersten, zweiten und vierten verkleinert er sich.

### Systeme
Das Kraftstoffsystem versorgt den Motor mit Treibstoff. Es besteht aus dem oberen und unteren Kraftstoffbehälter mit einem Volumen von 3250 bzw. 2800 l, den Kraftstoffpumpen sowie Filtern und Rohrleitungen. Der Kraftstoff wurde über einen Schacht von beiden Seiten aus dem oberen Behälter entnommen. Der Kraftstoff gelangt zuerst zu einer Vorpumpe, durchläuft Kraftstofffilter, danach wird er in einen Vorratsbehälter und zuletzt in Sektionen zur Einspritzpumpe geführt, von wo er zu den Düsen der Zylinder gelangt. Der Gesamtinhalt des Treibstoffvorrates der Diesellok beträgt 5150 l.
Das Kühlsystem besteht aus dem Kühlkreislauf mit Wasser, bestehend aus den Einzelteilen Kühler, Wärmetauscher für das Motoröl, Wasserbehälter, Pumpen und entsprechenden Rohrleitungen. Das System wird mit Wasser mit entsprechenden Entspannungsbehältern aufgefüllt. Das Wasser wird mit Hilfe einer Saugpumpe von einem Stutzen ab- und zum Wärmetauscher geleitet. Danach gelangt es zum Kühler und darauf wieder zur Pumpe. Der Wasservorrat im System beträgt 945 l.
Das Umlaufschmiersystem ist am unteren Bereich des Motors angeschlossen. Es besteht aus Ölwanne, Ölpumpen, Ölfilter mit Grob- und Feinfilter, Kühler sowie dem Rohrleitungssystem mit Ventilen und Lüftern. Aus der Ölwanne unter dem Kurbelgehäuse wird das Öl mit Hilfe einer Pumpe angesaugt und in den Wärmetauscher geleitet, wo es gekühlt wird. Weiter läuft das Motoröl zur Reinigung über Grob- und Feinfilter, und danach zu den Schmierstellen des Motors. Der Motorölvorrat beträgt 320 kg.
Das Besandungssystem ist an beiden Fahrzeugenden angeordnet. Im unteren Teil eines jeden Sandkastens befindet sich eine Öffnung für die Abgabe des Sandes an die Düsen, die ihrerseits mit Druckluft betrieben wurden. Es sind acht Sandfallrohre vorhanden, vier für jede Fahrtrichtung. Jeweils die vorauslaufende Achse jedes Drehgestelles kann besandet werden. Der Vorrat an Sand beträgt 1200 kg.

### Bremsausrüstung
Die mechanische Bremse ist als Klotzbremse ausgeführt, wegen des Platzmangels im Drehgestell aufgrund des Fahrmotoreinbaues wird jede Seite separat abgebremst. Die Bremszylinder liegen jeweils oberhalb der Achslager auf Höhe der mittleren Achse. Die mögliche Bremskraft ergibt sich aus dem Achsdruck der Lokomotive und ist mit 12 t festgelegt. Abgebremst werden alle sechs Achsen der Lokomotive beidseitig. Bei den ersten Lokomotiven der Reihe wurden pro Seite zwei Bremszylinder verwendet. Die Lokomotiven wurden mit der einlösigen indirekt wirkenden Bremse Bremse Bauart Matrossow ausgerüstet. Zusätzlich gibt es die direktwirkende Bremse als Zusatz- und eine Handbremse als Feststellbremse. Das Druckluftsystem hat zwei Hauptluftbehälter mit einem Inhalt von je 0,75 m3 und zwei Hilfsluftbehälter mit einem Inhalt von je 0,09 m3. An jedem Ende der Lokomotive gibt es drei Luftleitungsanschlüsse.

### Bedienung der Diesellok

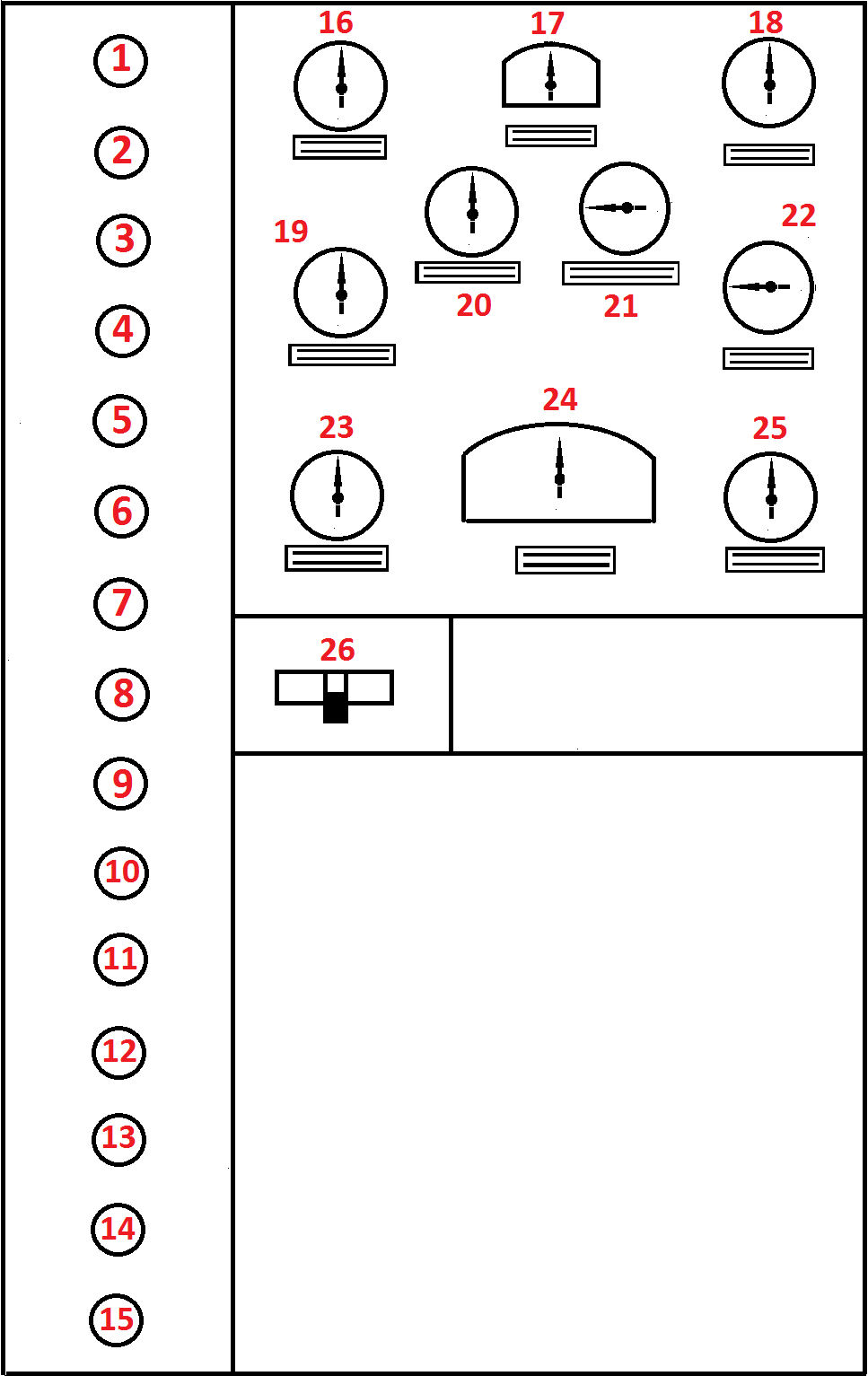
Anordnung der Anzeige- und Bedieneinrichtungen

Die Anordnung der Bedieneinrichtungen und Anzeigegeräte ist aus folgender Skizze ersichtlich.
1: Anlassen des Dieselmotors, 2: gesamte Leitung, 3: Kraftstoffpumpe, 4: Scheinwerfer vorn, dunkel, 5: Scheinwerfer vorn hell, 6: Scheinwerfer hinten, dunkel, 7: Scheinwerfer hinten, hell, 8: Fernscheinwerfer, dunkel, 9: Fernscheinwerfer, hell, 10: Führerstandsbeleuchtung, 11: Gerätebeleuchtung, 12: Beleuchtung hintere Maschinenabdeckung, 13: Beleuchtung der Geräte, 14: Beleuchtung des Maschinenraumes, 15: Elektromotor, Ventilator, Heizung der Kabine, 16: Thermometer Öltemperatur, 17: Strommesser Batterie, 18: Manometer Hauptluftleitung, 19: Öltemperatur nach Kühlung, 20: Öldruckmanometer, 21: Kraftstoffdruckmanometer, 22: Manometer Druck im Brennstoffbehälter, 23: Kühlwassertemperatur, 24: Luftdruck, 25: Zeit, 26: Umschalter elektrische Fahrmotoren (Reihe, parallel)
Im Führerstand der Lokomotive sind die Verwaltungseinrichtungen und -apparate der Diesellok wie der Fahrschalter untergebracht. Auf der ersten bis achten Position ergaben sich die Drehzahlen des Dieselmotors: 270, 355, 430, 495, 555, 615, 675 sowie 740/min. Außer ihm gab es noch Griffe und Knöpfe für das Einschalten, Verwalten der Elektrik der Maschine und der Scheinwerfer. Für die Kontrolle der Arbeit der Aggregate waren angeordnet, Manometer für den Druck von Luft, Öl und Kraftstoff, für die Temperatur von Wasser und Öl, für den Ladezustand der Batterie.

## Erprobung
Der Prototyp der Diesellokomotive wurde an den Eisenbahnknoten von Moskau zum Erprobung abgegeben. Weitere Maschinen der Nullserie kamen 1948/1949 zum Depot Kalantschowskaja. Eine Lokomotive wurde auf dem Versuchsring Butowo untersucht, um bei ihr verschiedene Kenngrößen der Leistung, Zugkraft und anderer Daten zu ermitteln. Die Auswertung der Daten ergab, dass von der Motorleistung 770 PS als Zughakenleistung zur Verfügung steht, rund ein Viertel wurden für die Hilfsgetriebe und die Abdeckung der Verluste der Kraftübertragung benötigt. Ebenfalls stellte sich heraus, dass die Dieselmotorleistung lediglich im Geschwindigkeitsbereich zwischen 10 und 40 km/h effektiv ausgenützt werden konnte, bei größeren Geschwindigkeiten ging die Leistung durch die Feldschwächung zurück. Es wurde festgestellt, dass die Diesellokomotive die Leistungscharakteristik ihres Prototypes ererbt hatte. Der spezifische Kraftstoffverbrauch betrug 240 g/PSh, dass entsprach einem Wirkungsgrad von 28 %.
1947 wurde eine Lokomotive zum Rangierbahnhof in Ljublino überstellt. Ziel war, die Tauglichkeit als Ersatz für die Dampflokomotiven der Reihe Эу festzustellen. Es stellte sich ein effektiverer Betrieb als mit der Reihe Э heraus, gleichzeitig konnte der Aufwand an Brennstoff um 50 % – 70 % gesenkt werden. Auch im Übergabebetrieb wurde die Lokomotive getestet. Es konnte eine Einsparung an Brennstoff von 35 % – 40 % erreicht werden. Vom Versuchsinstitut wurde klargestellt, dass die Einsparungen noch höher hätten ausfallen können. Grund dafür war, dass die Diesellokomotive nicht den Forderungen einer reinen Rangierlokomotive entsprach.

## Betrieb

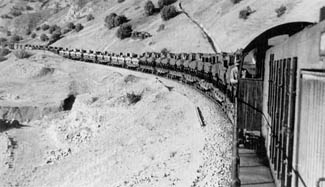
Betrieb der Diesellokomotive in Vielfachsteuerung

Nachdem die ersten Lokomotiven auf der Moskau-Kursker Eisenbahn Dienst taten, kamen die nächsten dann zum Depot Aşgabat, dass schon in den 1930er Jahren Erfahrung mit Diesellokomotiven sammeln konnte. Eingesetzt wurden die Diesellokomotiven in Gegenden, die einen Ersatz der Dampflokomotiven durch die schwierige Wasserversorgung als vorrangig ansahen, so in Powolschje und Kasachstan. Auch bis Ende der 1950er Jahre kamen noch mehrere Maschinen zum Moskauer Eisenbahnknoten, wo sie die Dampflokomotiven der Reihen Э, O und Щ vollständig ersetzten. Außerdem die Maschinen an Stelle von Dampflokomotiven der Reihen C und Су im Übergabebereich eingesetzt. Außerdem liefen die Maschinen im Vorortdienst; die später »Elektritschka« genannten Züge wurden bis zur Elektrifizierung in den 1970ern mit ТЭ1 bespannt.
Durch die Auslieferung von Diesellokomotiven wurde die Einrichtung eines Ausbesserungswerkes notwendig, dafür wurde Astrachan gewählt. Der Aufbau des Werkes begann 1948, 1953 konnte es die Arbeit aufnehmen. Im März 1954 lieferte es mit der ТЭ1-105 die erste hauptuntersuchte Diesellok aus. Hier wurden z. B. die Drehgestelle der Lok umgerüstet (die Radsätze wurden einheitlich auf den Durchmesser von 1050 mm gebracht), es wurde eine punktförmige Zugbeeinflussung nach dem System ALS sowie Funkfernsteuerung nachgerüstet, und die Lokomotiven, besonders die Dieselmotoren, regelmäßig modernisiert. Gleichzeitig bemühte man sich um eine maximale Vereinheitlichung der Diesellokomotiven ТЭ1 und Да. Zum Ende der 1950er Jahre wurden Projekte zur Ausrüstung beider Baureihen mit einer Vielfachsteuerung durchgeführt. Es ging um Bespannungen, wo die modernere ТЭ2 gegenüber einer Doppeltraktion mit ТЭ1 durch das geringere Reibungsgewicht nicht eingesetzt werden konnte.
Von 1956 an kam es zu ersten Ablösungen durch die Massenproduktion der Reihe ТЭ3. In den 1960er Jahren kamen weitere Ablösungen durch die neueren Rangierlokomotiven ТЭМ2 und ЧМЭ3 sowie durch die Elektrifizierung. In diesem Zusammenhang wurden viele Lokomotiven der Reihe ausgemustert oder an Industriebetriebe oder den Eisenbahnbau abgegeben. Um 1990 hatten die SŽD die letzten Lokomotiven der Reihe ТЭ1 abgestellt.
Zusätzlich wurden Lokomotiven der Reihe ТЭ1 in der Mongolei eingesetzt.

## Erhaltene Diesellokomotiven

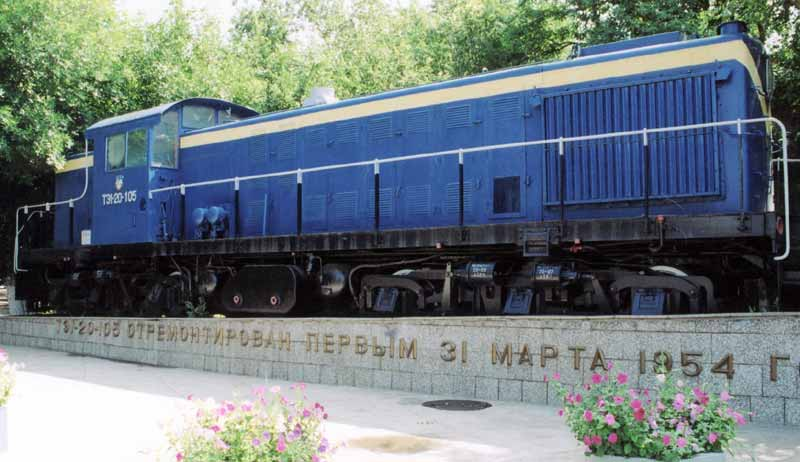
Die erhaltene ТЭ1-105 in Aşgabat

Ende der 1980er Jahre wurden Versuche unternommen, einige Maschinen der Reihe ТЭ1 zu erhalten. Daraus ergab sich bis zum heutigen Stand die Sammlung folgender Lokomotiven in Museen;
- ТЭ1-068 in Taschkent,
- ТЭ1-135 in Sankt Petersburg,
- ТЭ1-165 in Brest,
- ТЭ1-168 in der Mongolei,
- ТЭ1-195 in Moskau.

Dazu sind noch folgende Lokomotiven als Denkmal erhalten;
- ТЭ1-105 in Aşgabat,
- eine numerisch unbekannte Maschine steht in Qoʻngʻirot (Usbekistan),
- eine ebenfalls numerisch unbekannte Maschine steht in Qasaly (Kasachstan).

## Weiterentwicklungen

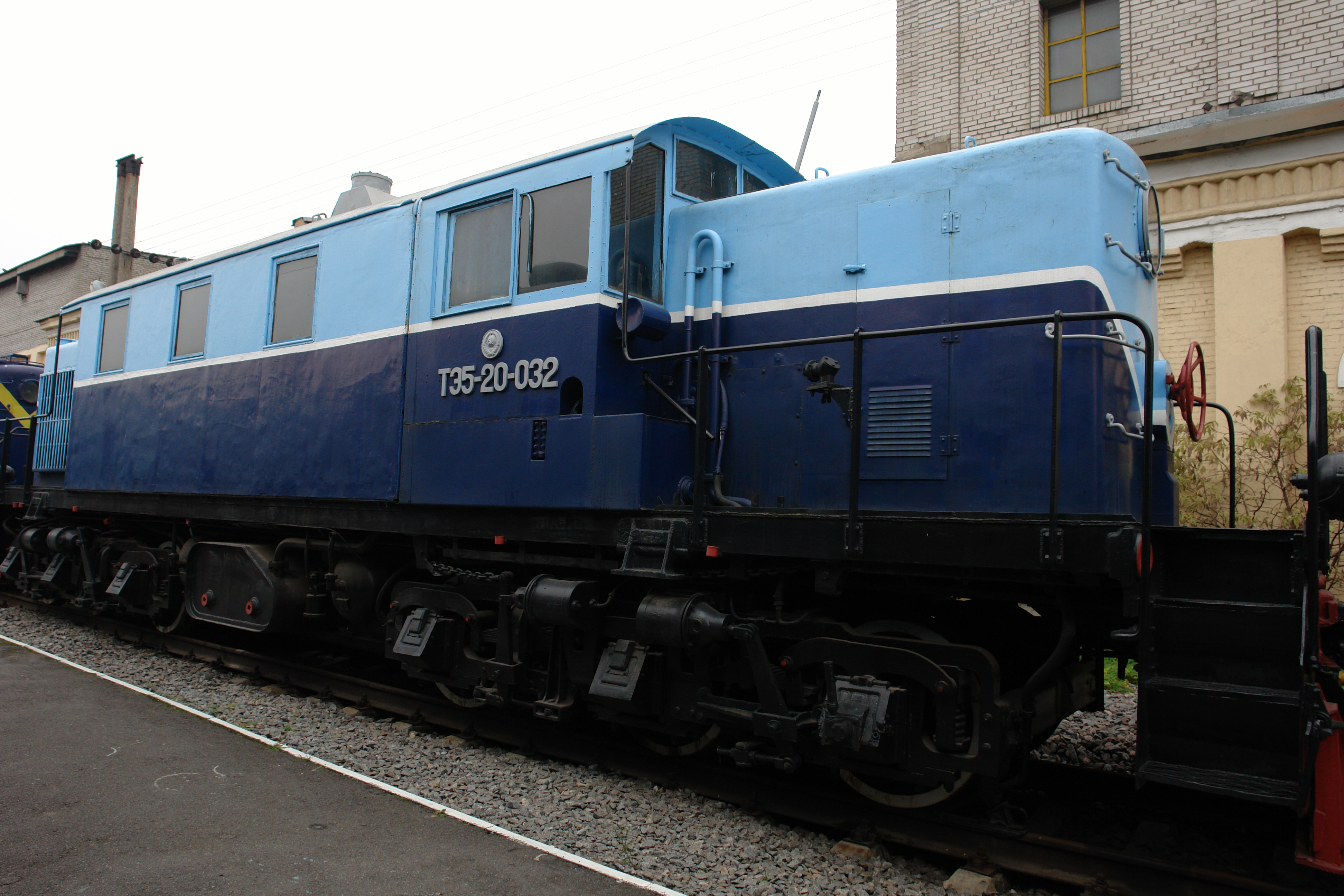
Die erhaltene ТЭ5-032 in Sankt Petersburg

Die Diesellokomotive ТЭ1 zeigte als Konstruktion nach dem Zweiten Weltkrieg hinlängliche Effektivität und gute Fahrfähigkeiten. So nimmt es nicht Wunder, dass bald darauf in der UdSSR auf ihrer Basis mehrere abgeleitete Fahrzeuge entstanden, die mehr oder weniger erfolgreich die Basisvariante vervollständigten.
1948 entstand in der Lokomotivfabrik Charkow eine Abart der Lokomotive, die als SŽD-Baureihe ТЭ5 als Ausführung für den Betrieb in Gebieten mit niedrigen Temperaturen gedacht war. Bei ihr waren der Dieselmotor, die Batterie und der Turbolader in einer Kammer in Wagenform angeordnet. In der üblichen Vorbauform waren hinten der Kühler und vorn die Warmhalteeinrichtung für den Dieselmotor untergebracht. Es gibt unterschiedliche Berichte über die Anzahl der gefertigten Lokomotiven. Eine Quelle geht von zwei, eine andere von fünf gefertigten Maschinen aus. Es blieb bei diesen Exemplaren. Nach Beendigung der Fertigung der ТЭ1 wurde die ТЭ5 nicht weiter gefertigt.
Ebenfalls 1948 erschien die SŽD-Baureihe ТЭ2, die in vielen Varianten (z. B. dem Dieselmotor und der elektrischen Ausrüstung) Konstruktionsprinzipien von der ТЭ1 übernahm. Die äußere Bauform entsprach einer schon 1938 projektierten Zweisektionsmaschine mit einer Leistung von 2 × 1000 PS, die allerdings nicht gebaut wurde.

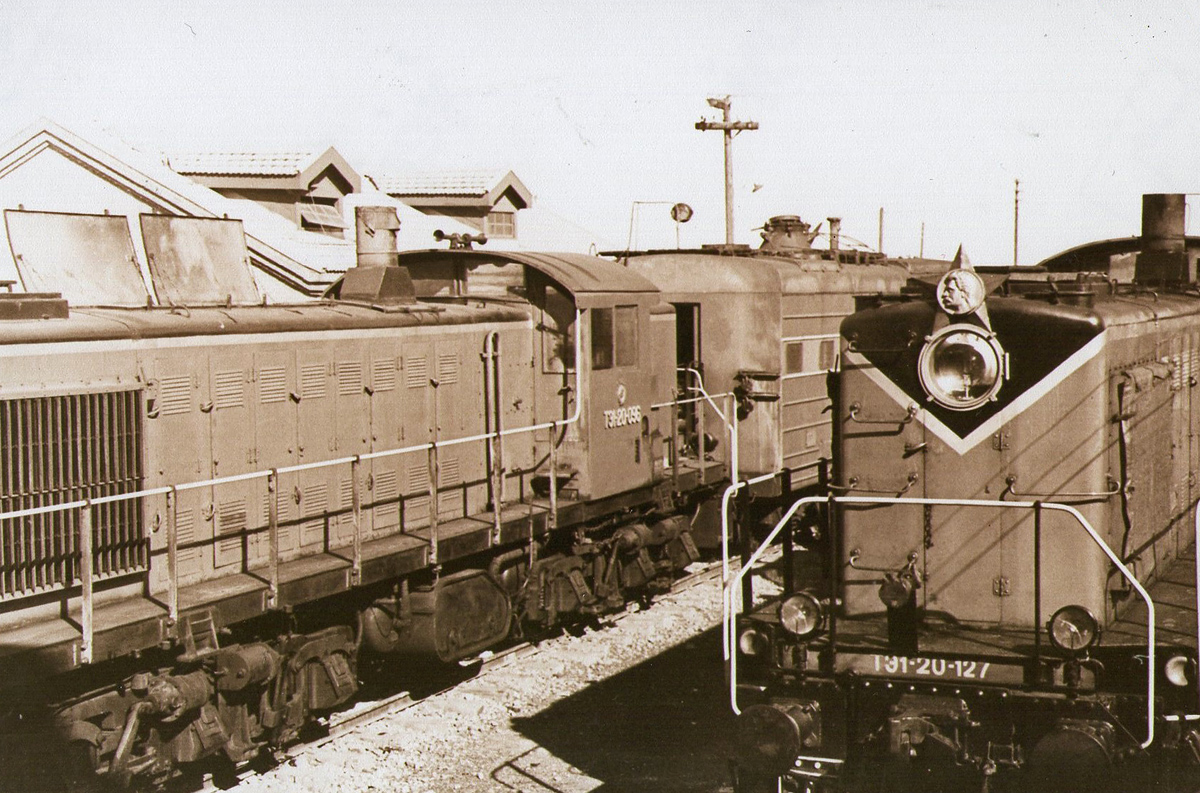
ТЭ1^{Г}-096 und 127

Auf der Basis der ТЭ1 entstanden insgesamt 16 Lokomotiven mit einem Motor, der auf der Basis von gemischtem Brennstoff arbeitete. 15–25 % des Brennstoffes waren flüssig, die restlichen 75–85 % dagegen aus Anthrazit gewonnenes Gas. Die Verarbeitung erfolgte in einem speziellen Gasgenerator, der über der vierten Achse angeordnet war. Die Lokomotiven erzielten im Betrieb befriedigende Resultate. Im Betrieb gab es zwei Gründe, die zu keiner Weiterverwendung führten; der für die Vergasung verwendete Kohlenstaub führte zu einem höheren Verschleiß des Dieselmotors und der Verbrauch an flüssigem Brennstoff war höher als bei der Basisvariante. Zudem musste schon nach 500 km der Vorrat an flüssigem Brennstoff ergänzt werden, gegenüber 1200 km bei der Basisvariante. Deshalb wurden zum Ende der 1950er Jahre die Lokomotiven der Reihe ТЭ1Г wieder in die Ursprungsausführung zurückgebaut oder sie wurden ausgemustert.

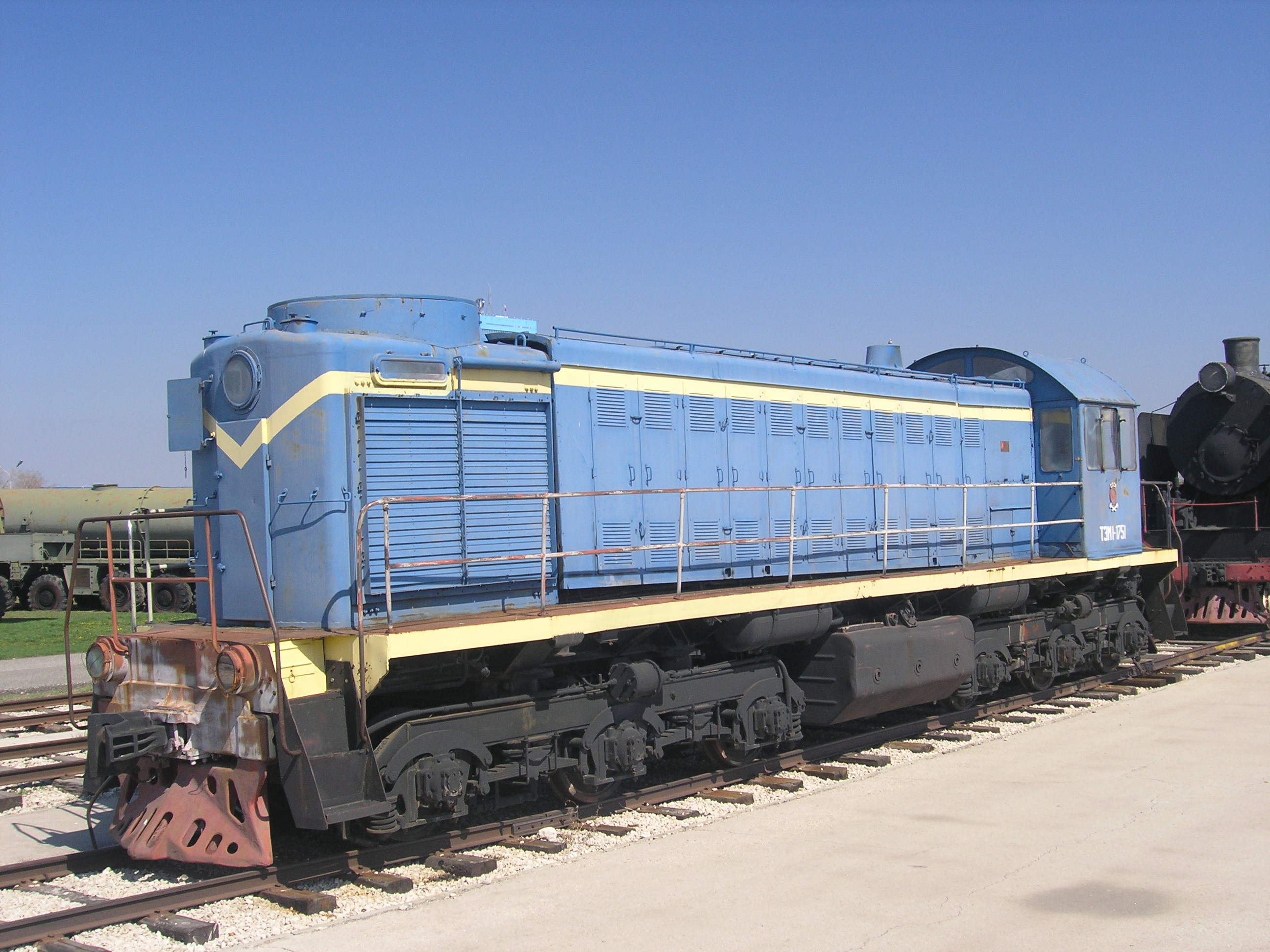
ТЭM1

1958 erschien von der Lokomotivfabrik Brjansk die Baureihe ТЭМ1, die als Rangiervariante aus der ТЭ1 entwickelt war. Es war in der UdSSR die erste dieselelektrische Rangierlokomotive. Man kann sagen, dass bei dieser Lokomotive der obere Teil einer ТЭ1, der untere aber der ТЭ3 entsprach. Der Unterschied zu den Elementen der ТЭ1 war, dass hier der Dieselmotor 2D50 verwendet wurde, eine modifizierte Form des D50. Die Entscheidung der Verwendung von ausgereiften Konstruktionen erlaubte einen schnellen Beginn der Serienproduktion, bei der die Lokomotivfabrik Brjansk bis zum Jahr 1968 1946 Lokomotiven herstellte. In diesem Jahr kam es auch zur Produktion der SŽD-Baureihe ТЭМ2, einer verstärkten Version der ТЭM1.